# Comuna de Besançon
La Comuna de Besançon (en francès Commune de Besançon) va ser un moviment revolucionari concebut i desenvolupat el 1871, amb l'objectiu de proclamar un poder autònom local basat en les experiències de Lió i París. S'origina pels canvis sociològics de la ciutat i la creació de sindicats, inclosa una secció de la Primera Internacional en relació amb la futura Federació del Jura. La Guerra francoprussiana, la caiguda del Segon Imperi i l'adveniment de la Tercera República, precipiten els esdeveniments. Tot i que molts notables testimonien un context d'insurrecció i l'arribada de reforços armats des de Suïssa, la correspondència que van deixar James Guillaume i Mikhaïl Bakunin informa d'un enfrontament previst entre finals de maig i principis de juny de 1871. Tanmateix amb l'inici de la Semaine sanglante el 21 de maig i la continuïtat d'una campanya interna fins al 7 de juny, qualsevol intent va quedar seriosament compromès. Malgrat l'esperança de reiniciar-se, les setmanes i mesos posteriors, la idea d'una insurrecció s'abandona definitivament reforçada per l'extinció dels grups i activitats anomenats anarquistes a partir de 1875.